# Dicranolasma mladeni
Espèce
Dicranolasma mladeni est une espèce d'opilions dyspnois de la famille des Dicranolasmatidae.

## Distribution
Cette espèce est endémique du Monténégro. Elle se rencontre dans le canyon de la rivière Morača.

## Description
Le mâle holotype mesure 3,3 mm, les mâles mesurent de 3,1 à 3,3 mm et les femelles de 3,3 à 3,5 mm.

## Systématique et taxinomie
Cette espèce a été décrite par Karaman en 1990.

## Étymologie
Cette espèce est nommée en l'honneur de Mladen Stanko Karaman.

## Publication originale
- Karaman, 1990 : « Dicranolasma mladeni, n. sp., a new harvestman (Arachnida, Opiliones) from Yugoslavia. » Glasnik Prirodnjačkog Muzeja u Beogradu, vol. 45, p. 143–148.